# Droupt-Saint-Basle
Droupt-Saint-Basle è un comune francese di 321 abitanti situato nel dipartimento dell'Aube nella regione del Grand Est.

## Società

### Evoluzione demografica
Abitanti censiti